# Битва при річці Фригід
Битва при річці Фригідус (також Фригід або Фриґід) була частиною римської громадянської війни кінця IV століття. Вона відбулась 5-6 вересня 394 року між арміями римського імператора Феодосія Великого І та узурпатора августа Євгенія на східному кордоні Римської Італії. Врешті Феодосій переміг своїх (західних) римських суперників, узурпаторів Євгенія та Арбогаста у вересні 394 року. Це була остання битва, в якій традиційне римське язичництво намагалося перемогти та замінити християнство, але в результаті було назавжди подолане.
Поле битви знаходилось поблизу Юлійських Альп, через які пройшла армія Феодосія, ймовірно, це було як вказують останні дослідження, що насправді вона відбулася за кілька кілометрів, між Колом і Санабором, у районі Віпави. 

## Передісторія
15 травня 392 року західний імператор Валентиніан II був знайдений мертвим у своїй резиденції у В'єнні, Галлія. Його магістр війська, Арбогаст повідомив Феодосію східному імператору та зятю Валентиніана, що західний імператор покінчив життя самогубством. Як, зазначає Зосим в Новій історії, книга IV :

Поки Феодосій був зайнятий мудрим і мирним управлінням своїми підданими на Сході та служінням Богу, надійшла звістка, що Валентиніана задушили. Дехто каже, що його стратили євнухи спальні на прохання Арбогаста, військового вождя, та деяких придворних, які були незадоволені тим, що молодий принц почав йти слідами свого батька щодо управління державою та всупереч схваленим ними думкам. Інші ж стверджують, що Валентиніан скоїв фатальний вчинок власноруч, бо йому заважали робити вчинки, які не є законними в його роки; і через це він не вважав за потрібне жити; бо хоча він був імператором, йому не дозволялося робити те, що він хотів. Кажуть, що хлопець був благородним особистістю та відмінним у королівських манерах; і що якби він дожив до зрілого віку, він би показав себе гідним тримати віжки правління імперією та перевершив би свого батька у великодушності та справедливості. Але хоча й був наділений цими багатообіцяючими якостями, він помер так, як описано вище.

Однак Феодосій, разом зі своєю дружиною, Галлою, поступово дійшли до висновку, що смерть була вбивством. Оскільки, Валентиніан часто надсилав листи імператору Феодосію, розповідаючи йому про надто пехату поведінку Арбогаста щодо величі імператора та просячи негайно надіслати допомогу або несподівано завітати до нього.
Як зазначає Зосим в Historia Nova, книга IV, розділ 53.4. :

Валентиніан часто надсилав листи імператору Феодосію, знайомлячи його із зарозумілою поведінкою Арбогаста щодо величі імператора та просячи його негайно надіслати допомогу або несподівано відвідати його.

Напруженість між поділеною імперією після смерті східного імператора ще більше загострилась. Арбогаст зробив кілька спроб зв'язатися з Феодосієм, але, очевидно, що жодна з них не була вдалою, і не йшла далі східного префекта преторіанського уряду, або головного міністра, Руфіна. А, відповіді які він надавав були пустими, йому здавалося, що будь-який курс, який обере Феодосій, буде ворожим до Арбогаста. Не маючи союзників на своїй стороні, при східному дворі, франк вирішив зробити перший крок.
22 серпня Арбогаст звів на престол Західної імперії Євгенія, старшого державного службовця, Західного імператорського двору. Євгеній був шанованим викладачем риторики та при народженні римлянином, що робило його набагато подходящим кандидатом на престол, ніж франкський полководця.
Як зазначає Зосим в Historia Nova, книга IV, розділ 54 :

При дворі був чоловік на ім'я Євгеній, людина вчена, професор і викладач риторики. Ріктомеріс рекомендував його Арбогасту як людину доброї та люб'язної вдачі, бажаючи, щоб той зробив його своїм близьким другом, будучи тим, хто буде корисним йому за будь-яких обставин, де потрібна допомога справжнього друга. Коли Ріктомеріс відійшов до імператора Феодосія, Євгеній завдяки щоденним розмовам став щирим другом Арбогаста, який не мав жодної таємниці, яку б він йому не довіряв. Згадавши тому Євгенія в цей момент, який завдяки своїм надзвичайним знанням і серйозності своїх розмов здавався добре пристосованим до управління імперією, він повідомив йому свої плани. Але побачивши, що той не задоволений пропозиціями, він спробував переконати його всіма можливими хитрощами і благав його не відкидати те, що так сприятливо пропонує доля. Зрештою, переконавши його, він вважав за доцільне спочатку усунути Валентиніана і таким чином передати єдину владу Євгенію. З цією метою він вирушив до Відня, міста в Галлії, де проживав імператор; і коли той розважався поблизу міста з солдатами, не боячись жодної небезпеки, Арбогаст завдав йому смертельної рани. На цей зухвалий вчинок солдати тихо підкорилися не лише тому, що він був такою хороброю та войовничою людиною, але й тому, що вони були прив'язані до нього через його зневагу до багатства. Щойно він виконав цей вчинок, він проголосив Євгенія імператором і вселив у них найсприятливіші надії, що той виявиться чудовим правителем, оскільки володів такими надзвичайними якостями.

Його сходження підтримав преторіанський префект Італії Нікомах Флавіан, але деякі сенатори, зокрема Сіммах, були стурбовані цими діями . До задоволення Арабаста питання смерті Валентиніана, так і не було вирішено. Крім того, Євгеній усунув більшість високопосадовців, залишених Феодосієм, коли той віддав західну половину імперії Валентиніану, тим самим позбавив Феодосія контролю над Західною Римською імперією. Коли група західних послів прибула до Константинополя з проханням визнати Євгенія західним августом, Феодосій ухилився від зобов'язань, незважаючи на це він приймав їх з подарунками та нечіткими обіцянками. Невідомо на цей момент чи він уже вирішив, наступати на Євгенія та Арбогаста, оскільки на тоді армія була не в кращому становищі, та і сам він не був впевнений, чи варто.
Ще плюс, на той момент стався конфлікт між посадовцями варварів ( яких він прийняв до країни, коли став імператором ). Пріульфом ( хотів порушити клятви, які вони дали, вступаючи на службу до римлян ) та Фравстієм ( стверджував, що вони повинні дотримуватися того, що поклялися ), і у результаті Фравстій, не в змозі більше стримувати свою лють, вихопив меч і вбив Пріульфа.
Зрештою, оголосивши свого сина Гонорія, якому тоді було вісім років, імператором і, залишивши його правити в Константинополі разом з Аркадієм, якого раніше призначили імператором у січні 393 року, Феодосій нарешті почав рухатися на Захід.

## Підготовка кампанії
Протягом наступних півтора року Феодосій готував свої сили для вторгнення. Східна армія занепала після смерті імператора Валента та більшості його солдатів у битві при Адріанополі. Генералам Тімасію та Флавію Стіліхону, який одружився з Сереною, племінницею Феодосія, яким довелося відновити дисципліну в легіонах та поновити їхню силу шляхом набору та призову. Варварських союзників він віддав під керівництво Гейна та Савла, до яких також приєднався Бакурій.
У той же час іншого радника Феодосія, євнуха палацу Євтропія, за наказом імператора, було відправлено з Константинополя, щоб той звернувся за порадою та мудрістю до старого християнського ченця Іоанна, у Фіваїдію ( область у Верхньому Єгипті ). Йому потрібно було або привести ченця до двору, якщо це можливо, або у разі його відмови, дізнатися, як слід діяти. Той відмовився йти до імператора, але передав через Євтропія, що війна закінчиться на користь Феодосія, і тиран буде вбитий. Але після перемоги сам Феодосій помре в Італії.
Після цього  у травні 394 року армія Феодосія вирушила на захід з Константинополя. Очолював її Феодосій, а командирами були його генерали Стіліхон і Тімасій, до них приєдналися вождь вестготів Аларіх та кавказький іберієць на ім'я Бакурій Гіберій, що також були посилені численними варварськими допоміжними військами, включаючи понад 20 000 вестготских федератів та додаткові сили з Сирії.
На той вже момент на Заході Флавіан, префект преторіанської церкви, переконав Євгенія взятися за зброю, запевнивши того, що йому судилося зійти на престол, та що його воєнні починання увінчуються перемогою, і що християнська релігія буде скасована. Тож, Євгеній зібрав армію та через Паннонію захопив ворота до Італії - Юлійські Альпи, високий і крутий гірський хребет.  
Війська Арбогаста складалися переважно з франків, алеманів та галло-римлян, а також з його власних готських союзницьких військ. Тож, Арбогаст, спираючись на свій досвід боїв в Галії проти узурпатора Магнуса Максима, вирішив, що найкращою стратегією є об'єднання своїх сил для захисту Італії, і з цією ціллю він залишив альпійські хребти без охорони.
Завдяки стратегії Арбогаста, яка заключалася в збереженні єдиних, відносно згуртованих сил, феодосійська армія без перешкод пройшла через Альпи та спустилася до долини річки Фрігідус на схід від римського порту Аквілея. Саме в цьому вузькому гірському регіоні вони натрапили на табір східної армії в Бар'єрі Юлійських Альп у перших числах вересня.

## Хід битви
Як зазначає Созомен в "Церковній історії" (книга VII, розділ 24): « Кажуть, що, покидаючи Константинополь, він дійшов до сьомого міля і пішов молитися Богу в церкві, яку він збудував на честь Івана Хрестителя; і в його ім'я молився , щоб римській зброї супроводжував успіх, і благав самого Хрестителя допомогти йому. Після цих молитов він вирушив до Італії , перетнув Альпи та зайняв перші сторожові пости » .
Тож, як тільки Феодосій перетнув Альпи, він зіткнувся з західними військами та одразу ж був змушений атакувати. Першим він віддав команду до дії варварським військам.
Як зазначає Зосим в Historia Nova, книга IV, розділ 58 :

…швидко пройшовши через проміжні країни і переваливши через Альпи, він прибув туди, де стояв ворог: Євгеній був здивований, побачивши там того, кого він так мало очікував. Але оскільки він прибув туди, а отже, був змушений вступити в бій, він вирішив, що найрозумніше розташувати варварські війська попереду і піддати їх небезпеці першими. Він наказав Гейнсу з військом під його командуванням здійснити першу атаку, а іншим командирам варварських воїнів піти за ним, будь-то кіннота, кінні лучники чи піхота. 

Стрільба східної армії призвела до великих втрат, та невеликих здобутків: 10 000 союзницьких військ було вбито, також вірменський генерал Бакурій був серед загиблих.
Вже наприкінці дня битви Євгеній святкував успішну оборону позицій своїми військами, а Арбогаст відправив загони, щоб перекрити гірські перевали позаду військ Феодосія.
Як зазначає Зосим в Historia Nova, книга IV, розділ 58.4 :

Коли настала ніч і війська зібралися, Євгеній був настільки зрадів своїй перемозі, що роздав гроші тим, хто проявив найбільшу хоробрість у битві, і дав їм час відпочити, ніби після такої поразки не було жодної можливості для нової битви.

Після безсонної ночі Феодосій, оскільки він був оточений ворожою армією і йому залишилося лише молитися, але на його вдачу війська Арбогаста мали намір перейти на його бік.
Як зазначає Созомен в Ecclesiastical History, книга IV :

…бо офіцери війська, що стояли в засідці на висоті, послали запропонувати йому послуги своїх військ як союзників, за умови, що він призначить їм почесні посади у своєму війську. Не маючи під рукою ні паперу, ні чорнила, він узяв кілька дощечок і написав на них високі й гідні призначення, які він їм дасть, якщо вони виконають свою обіцянку. За цих умов вони просунулися до імператора.

Підбадьорені цим розвитком подій, люди Феодосія знову атакували. Цього разу природа була на їхньому боці, оскільки люта буря – очевидно, що регулярно трапляється в цьому регіоні – дула долиною зі сходу.
Сильні вітри здували хмари пилу в обличчя західним військам (легенда, яку нам розповідає Созомен також свідчить, що люті вітри навіть відбивали стріли та дротики західних військ назад). Під ударами вітру вони прорвали лінії Арбогаста, і Феодосій здобув вирішальну перемогу, яку пророкував єгипетський чернець.
Євгенія було схоплено та приведено до імператора. Його благання про помилування залишилися без відповіді, і йому було відрубано голову.
Як зазначає Созомен в Ecclesiastical History, книга IV :

Стоячи таким чином, беззахисні перед зброєю римлян, багато з них загинули, а ті, хто намагався втекти, були невдовзі схоплені. Євгеній кинувся до ніг імператора і благав його зберегти йому життя; але поки він виголошував ці благання, солдат відрубав йому голову. 

Арбогаст уникаючи поразки втік у гори, але після кількох днів блукань він вирішив, що втеча не є можливим варіантом. Побільшій частині тому, що його вже шукали. Отож, він покінчив життя самогубством.

## Наслідки
Після перемоги імператор Феодосій вирушив до Риму, де проголосив свого сина Гонорія імператором. Призначив Стіліхона командувачем своїх військ, та залишив його опікуном сина. Перед від'їздом він скликав Сенат, та закликав їх прийняти християнську віру, що обіцяє відпущення всіх гріхів і нечестивостей.
Як зазначає Зосім в Hostoria Nova, книга IV, розділ 59 :

…жоден з них не погодився на це, не відмовився від давніх обрядів, що перейшли до них під час будівництва міста, і не погодився з ними безпідставно, оскільки, як вони казали, вони дотримувалися їх майже двісті століть, протягом усього цього часу їхнє місто ніколи не було завойоване, і тому, якщо вони замінять їх на інші, вони не можуть передбачити, що може статися. Тому Феодосій сказав їм, що скарбниця надто виснажена витратами на священні обряди та жертвоприношення, і що він повинен скасувати їх, оскільки він не вважає їх гідними похвали, а потреби війська не можуть виділити стільки грошей. Сенат у відповідь зауважив, що жертвопринесення належним чином не здійснювалися, якщо витрати не оплачувалися з державних коштів. Однак таким чином були скасовані та ліквідовані закони про здійснення священних обрядів та жертвоприношень, окрім інших установ та церемоній, які були успадковані від їхніх предків. Таким чином Римська імперія, будучи...поступово спустошиться, воно стало житлом варварів, або, радше, втративши всіх своїх мешканців, зведене до такого стану, що ніхто не може розрізнити, де раніше стояли його міста.

Імператор Феодосій, доручивши Італію, Іспанію, Кельтику та Лівію своєму синові Гонорію, помер від хвороби дорогою до Константинополя. Його тіло було забальзамоване та поховано в імператорських гробницях цього міста.
Хоча, тут твердження розходяться, оскільки Созомен розповідає нам про те, що Феодосій відправився у Мілан, де по дорозі у храм зустрів єпископа міста Амвросія, який схопив його за пурпуровий одяг і сказав йому перед натовпом: « Відійди! Людина, осквернена гріхом, з руками, заплямованими несправедливо пролитою кров’ю, не гідна без покаяння входити в ці священні місця чи брати участь у святих таїнствах». Що, зазначає Созомен в Ecclesiastical History, книга IV, розділ 25 .
Тож, Феодосій розмірковуючи над своїми жорстокими діями, публічно зізнався у гріху, та протягом часу, відведеного для покаяння, утримувався від носіння імператорських прикрас, згідно зі звичаєм скорботи. 
Він також видав закон, що забороняв посадовцям, яким доручено виконання імператорських наказів, застосовувати смертну кару до 30 днів після видання наказу, щоб гнів імператора мав час заспокоїтися, і щоб звільнився простір для прояву милосердя та покаяння.
Також, Амвросію приписують, що він наказав садити імператора поза решіткою вівтаря, щоб він сидів перед народом і позаду священиків. Це було схвалено Феодосієм та його наступниками.
Як зазначається Феодосій залишився в Мілані, де він серйозно захворів та припустивши, що його хвороба смертельна він поспішно послав за своїм сином Гонорієм з Константинополя; і, побачивши його, йому, здавалося, стало легше, так що він зміг бути присутнім на видах спорту на іподромі. Однак після обіду йому раптово стало гірше, і він послав просити сина головувати на видовищі. Він помер наступної ночі. .